# Panathura molyneuxi
Panathura molyneuxi är en kräftdjursart som beskrevs av Gary C.B. Poore och Lew Ton 2002. Panathura molyneuxi ingår i släktet Panathura och familjen Expanathuridae. Inga underarter finns listade i Catalogue of Life.